# Gramatika
Gramatika neboli mluvnice je soubor logických a strukturních pravidel, kterými se řídí stavba vět, větných členů a slov v určitém přirozeném jazyce.
V tradičním pojetí zahrnuje morfologii (tvarosloví) a syntax (skladbu), v širším i další jazykovědné disciplíny, jako je fonetika s fonologií, lexikologie a slovotvorba a stylistika.
Od termínu gramatika je odvozen termín gramotnost. Gramotnost představuje schopnost převodu mluvené řeči do systému hláskových znaků a naopak. Rozvoj věd o komunikaci vedl k hledání logických a strukturních pravidel také v "řeči obrazu", v níž se vizuální gramatika zabývá podobně jako verbální morfologií, skladbou nebo stylistikou.
Každý jazyk má svou vlastní gramatiku, svou gramatiku mají však i všechny strukturní útvary jazyka (dialekty).

## Etymologie
Slovo gramatika pochází z řeckého γραμματικὴ (grammatikē), což znamená umění psát.

## Historie
Ve středověku se gramatika vyučovala v rámci trivia na artistických fakultách univerzit.